# Pasilly
Pasilly é uma comuna francesa na região administrativa de Borgonha-Franco-Condado, no departamento de Yonne. Estende-se por uma área de 9,75 km². Em 2010 a comuna tinha 46 habitantes (densidade: 4,7 hab./km²).